# SC St. Tönis 11/20
Der SC St. Tönis 11/20 (vollständiger Name: Sportclub St. Tönis 1911/20 e. V.) ist ein Sportverein aus der Stadt Tönisvorst im Kreis Viersen in Nordrhein-Westfalen. Der SC bietet 15 Abteilungen in den unterschiedlichsten Sportarten an und ermöglicht somit Sport für die ganze Familie im Breiten- sowie Leistungssport.

## Geschichte

### Geschichte
Der Verein wurde 1903 in der damals noch eigenständigen Gemeinde St. Tönis als DJK Teutonia St. Tönis gegründet und gehörte dem DJK-Sportverband an. Nach der Machtergreifung der Nationalsozialisten wurde im November 1933 die Vereinsarbeit eingestellt, bevor 1935 im Rahmen der Gleichschaltung der Sportorganisationen alle DJK-Vereine verboten wurden. Nachdem die britische Militärregierung die Neugründung der DJK-Vereine gestattete, wurde der Verein am 1. Mai 1948 wiedergegründet. Am 1. Juli 2022 verschmolz die DJK Teutonia mit dem Lokalrivalen SV St. Tönis zum SC St. Tönis 11/20. Dabei löste sich der SV St. Tönis auf und deren Mitglieder traten der DJK Teutonia bei, die ihren Namen änderte und aus dem DJK-Sportverband austrat.

### DJK Teutonia St. Tönis
Die Fußballer der DJK Teutonia spielten lange Jahre unterklassig, darunter von 2003 bis 2012 in der Kreisliga B und in der Saison 2012/13 in der Kreisliga A. 2013 stieg der Verein in die Bezirksliga und 2014 in die Landesliga Niederrhein auf, in der er sich zwei Spielzeiten bis 2016 behaupten konnte. Zwei Spielzeiten in der Bezirksliga folgte 2018 der erneute Aufstieg in die Landesliga. Am Ende der wegen der COVID-19-Pandemie vorzeitig abgebrochenen Saison 2019/20 belegte die DJK Teutonia St. Tönis in der Staffel 2 der Landesliga den zweiten Platz, der auf Beschluss des Fußballverbandes Niederrhein zum Aufstieg in die Oberliga Niederrhein berechtigte.

### SC St. Tönis 11/20
Nach der Verschmelzung übernahm der SC St. Tönis den Platz der Teutonia in der Oberliga Niederrhein.

## Persönlichkeiten
- Ioannis Alexiou, Fußballspieler, seit 2019 im Verein
- Gudrun Hänisch, Synchronschwimmerin
- Ronny Kockel, von 2015 bis 2017 Trainer der Fußballmannschaft
- Gerlind Scheller, Synchronschwimmerin